# Iacuți
Iacuții sau iakuții sunt un popor turcic care vorbește limba iacută și care trăiește în republica Iacutia, aflata în componența Federației Ruse. Aceștia formează 49,9% din populația Iacutiei. 

## Origine
Iacuții locuiau la inceput in jurul râului Lena, ulterior extinzându-se pe teritoriul întregii republici. Aceștia sunt considerați ca fiind o mixare etnică între nativii care trăiau în jurul râului Lena și migratori din jurul lacului Baikal. O altă teorie îi consideră ca fiind urmașii triburilor turcice din stepă și din Munții Altai.